# Glandularia tristachya
Glandularia tristachya là một loài thực vật có hoa trong họ Cỏ roi ngựa. Loài này được (Tronc. & Burkart) Schnack & Covas mô tả khoa học đầu tiên năm 1946.